# Le Trévoux
Le Trévoux är en kommun i departementet Finistère i regionen Bretagne i västra Frankrike. Kommunen ligger i kantonen Bannalec som tillhör arrondissementet Quimper. År 2022 hade Le Trévoux 1 611 invånare.

## Befolkningsutveckling
Antalet invånare i kommunen Le Trévoux
Referens:INSEE